# Residenzschloss Darmstadt

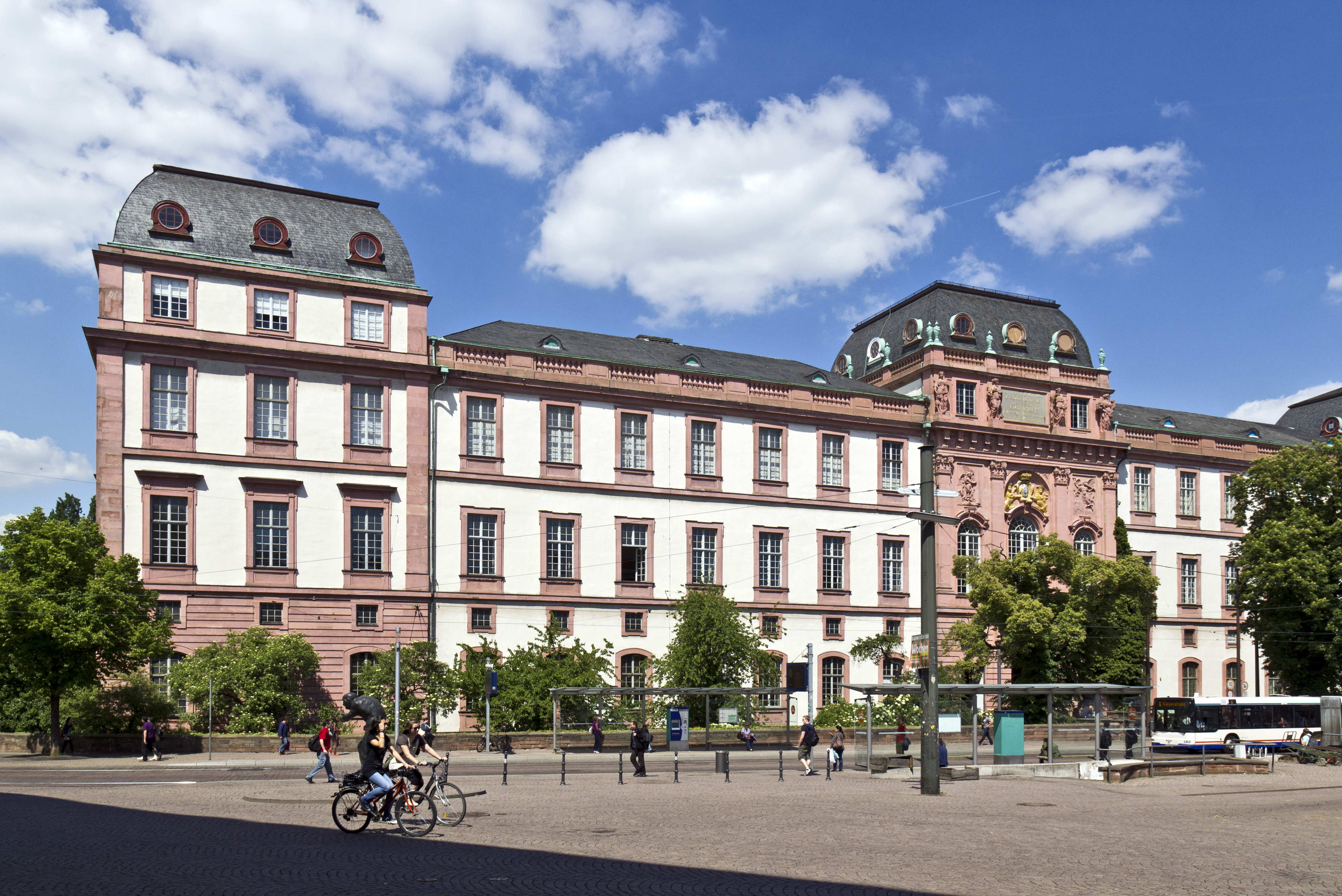
Residenzschloss Darmstadt

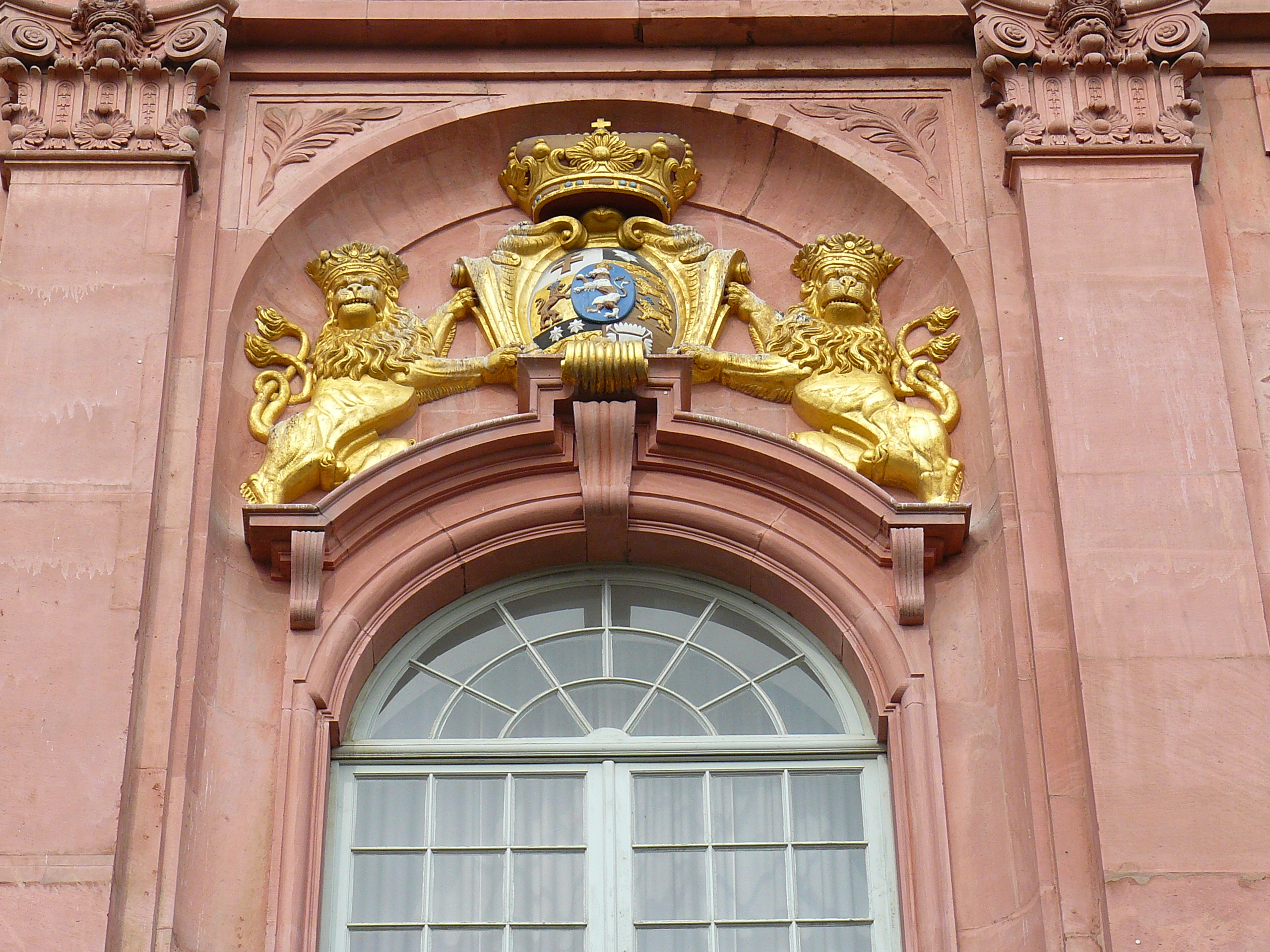
Löwenumsäumtes Wappen über dem Hauptportal des Neubaues von Louis Rémy de la Fosse

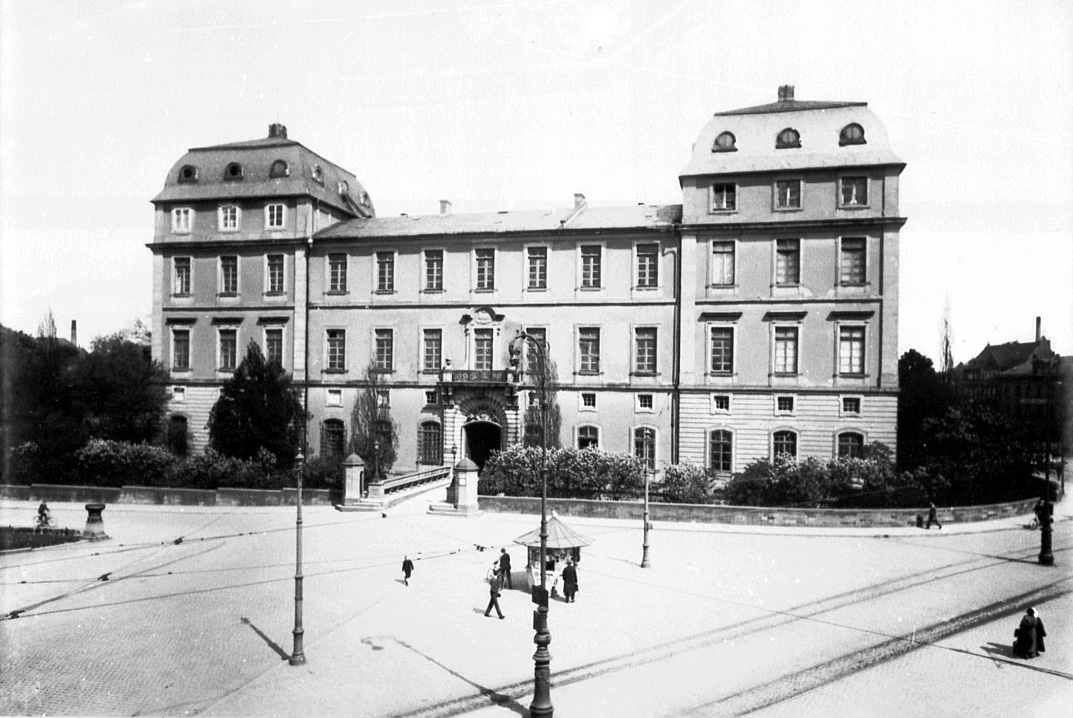
Die Westseite des Schlosses um 1900

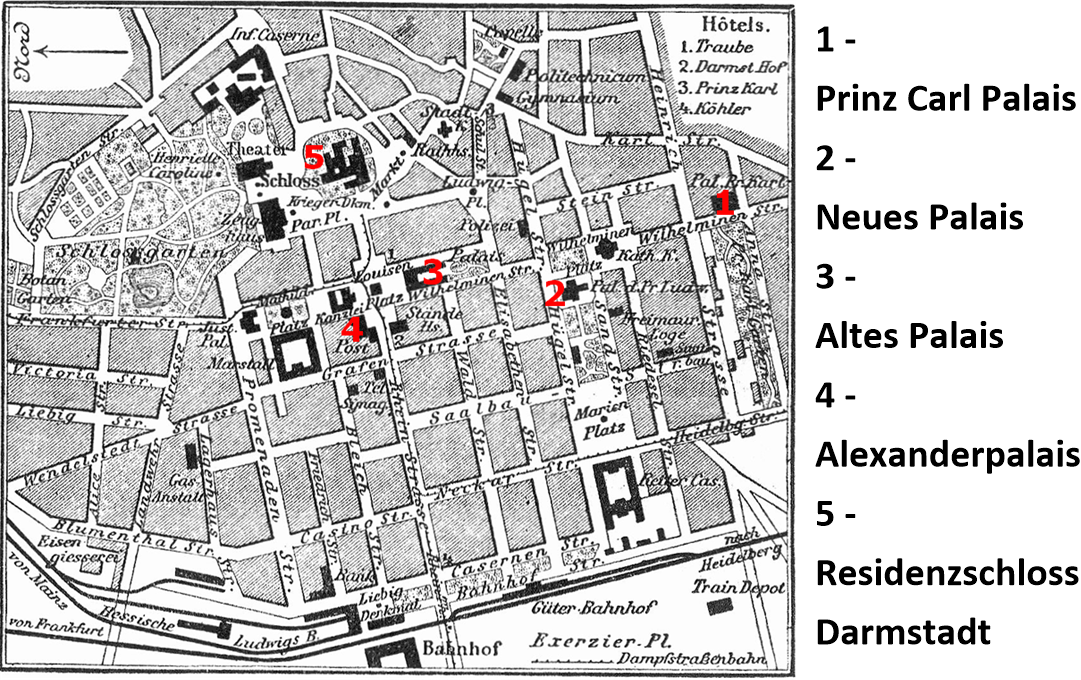
Die Darmstädter Innenstadt um 1888 mit den fünf gekennzeichneten Schlössern und Palais

Das Residenzschloss Darmstadt ist der ehemalige Sitz der Landgrafen und Großherzöge von Hessen in Darmstadt. Die barocke Vierflügelanlage wurde ab 1716 durch Landgraf Ernst Ludwig von Louis Remy de la Fosse geschaffen und blieb unvollendet. Nach der Zerstörung 1945 wurde das Residenzschloss bis 1967 wiederaufgebaut. Seitdem dient es als Sitz des Schlossmuseums, des Deutschen Polen-Instituts und von Teilen der Technischen Universität Darmstadt.

## Geschichte
Die Ursprünge des Schlosses liegen in der Katzenelnbogischen Zeit. Mitte des 13. Jahrhunderts errichteten die Grafen von Katzenelnbogen in Darmstadt eine Wasserburg. 1330 erhielt Darmstadt Stadtrechte, ein Jahr später wird die Burg erstmals erwähnt. In den beiden folgenden Jahrhunderten bauten die Grafen von Katzenelnbogen die Burg immer wieder aus und um. Bis zur Mitte des 15. Jahrhunderts verwandelte sich die Burg so zu einem repräsentativen Schloss und Darmstadt wurde Katzenelnbogener Nebenresidenz. Übrig geblieben von der Wasserburg sind die Form des zentralen Kirchenhofs und die Außenmauern des Herrenbaus. Als 1479 der letzte Graf von Katzenelnbogen starb, fiel Darmstadt an Landgraf Heinrich III. von Hessen. Als danach Philipp der Großmütige die Regierungsämter 1518 übernahm, wurde das Schloss bei einem Angriff von Franz von Sickingen erstmals zerstört. Das Schloss wurde in den folgenden Jahren wieder aufgebaut, allerdings mit im Wesentlichen gleichen Verteidigungsanlagen. Im Schmalkaldischen Krieg 1547 wurde es von kaiserlichen Truppen erneut zerstört. Landgraf Georg I. (der Fromme) (1547 bis 1596) erweiterte ab 1567 das Schloss erheblich zu einer Renaissance-Anlage und sicherte es mit Graben und Bastionen. Ab 1580 leitete Jakob Kesselhuth die Bauarbeiten. Ab 1594 ließ der Landgraf im Schloss Waisenkinder unterrichten.
Das Wallhäuschen, ein Torgebäude im Norden der Schlossanlage, wurde 1627 von Jakob Müller erbaut. Der Glockenbau wurde von 1663 bis 1671 nach Plänen des Architekten Johann Wilhelm Pfannmüller errichtet. 1693 wurde Darmstadt von Franzosen angegriffen. Dabei wurde der Bergfried des Schlosses zerstört. Landgraf Ernst Ludwig beauftragte 1715, nachdem die Kanzlei des Schlosses abgebrannt war, den französischen Architekten Louis Remy de la Fosse damit, ein neues Barockschloss mit vier großen Flügeln zu planen. Dieses sollte das alte Schloss komplett ersetzen. Wegen Geldmangels wurden bis 1726 allerdings nur zwei Flügel fertiggestellt, es blieb eine „Entwicklungsruine“. Dies sollten die letzten größeren baulichen Änderungen des Schlosses bleiben. Als Hessen-Darmstadt 1806 dem Rheinbund beitrat, wurde das Schloss Sitz der Großherzöge von Darmstadt. Dieser Status blieb bis 1918 bestehen. Der Wohnsitz der Großherzöge waren jedoch zunächst das Alte Palais und ab 1866 das Neue Palais. Infolge der Novemberrevolution 1918 wurde das Residenzschloss vom Volksstaat Hessen übernommen. Die formelle Besitzübergabe wurde im Rahmen der Gesetzgebung über die Entschädigung des Großherzogs Ernst Ludwig in den 1920er Jahren formell bestätigt. In der Darmstädter Brandnacht vom 11. auf den 12. September 1944 brannte das Schloss bis auf die Außenmauern nieder. In zwanzigjähriger Arbeit wurde der äußere Zustand der Vorkriegszeit weitgehend detailgetreu wiederhergestellt. 

## Beschreibung
Das Schloss besteht heute aus zwei senkrecht aufeinander stoßenden Flügeln mit S-förmigem Grundriss unter einem Mansarddach. Der Ostflügel ist eingeschossig, der Westflügel zweigeschossig ausgebaut. Der Glockenturm ist ca. 39 m hoch. Im älteren Teil des Schlosses ist das 1924 gegründete Schlossmuseum mit 22 Räumen untergebracht. Es bietet einen Überblick über 250 Jahre höfischen Lebens und die Geschichte der ehemaligen Landgrafschaft und des späteren Großherzogtums Hessen. Im Schlossmuseum befand sich bis 2004 die Darmstädter Madonna. Im Herrenbau ist das Deutsche Polen-Institut untergebracht. Die übrigen Flügel des Schlosses werden von Teilen der Technischen Universität Darmstadt genutzt.
Seit dem Umzug der Universitäts- und Landesbibliothek (ULB) in ein neues Gebäude im Oktober 2012 wurden die ehemaligen Räume sowie das Schlossmuseum saniert. Die vollständige Sanierung sollte ursprünglich 2020/2021 abgeschlossen sein. Die Fertigstellung verzögerte sich jedoch bis September 2023. Das Präsidium sowie Teile der Zentralen Verwaltung der Technischen Universität Darmstadt sind seit Anfang 2023 im Schloss untergebracht. Zudem findet der Fachbereich Geschichts- und Gesellschaftswissenschaften zusammen mit einem Standort der ULB inkl. fachlich einschlägiger Buchbestände im Schloss Platz. Das Deutsche Polen-Institut ist bereits 2016 von der Mathildenhöhe in das Schloss verlegt worden.
Der Schlossgraben wurde ab 2012 wieder zu einem Park nach historischem Vorbild gestaltet, in dem auch Kunstwerke aufgestellt wurden. Das nordöstliche Drittel sowie das nordwestliche Drittel wurden 2014 bzw. 2017 bereits realisiert. Der verbleibende Teil, gegenüber dem Marktplatz liegend, wurde am 16. September 2023 feierlich eröffnet. Im Schlossgraben befinden sich Kunstwerke von Wolfgang Bier, Carola Keitel, Thomas Duttenhoefer, Georg-Friedrich Wolf, Gerda Bier und Manfred Emmenegger-Kanzler.

## Bildergalerie

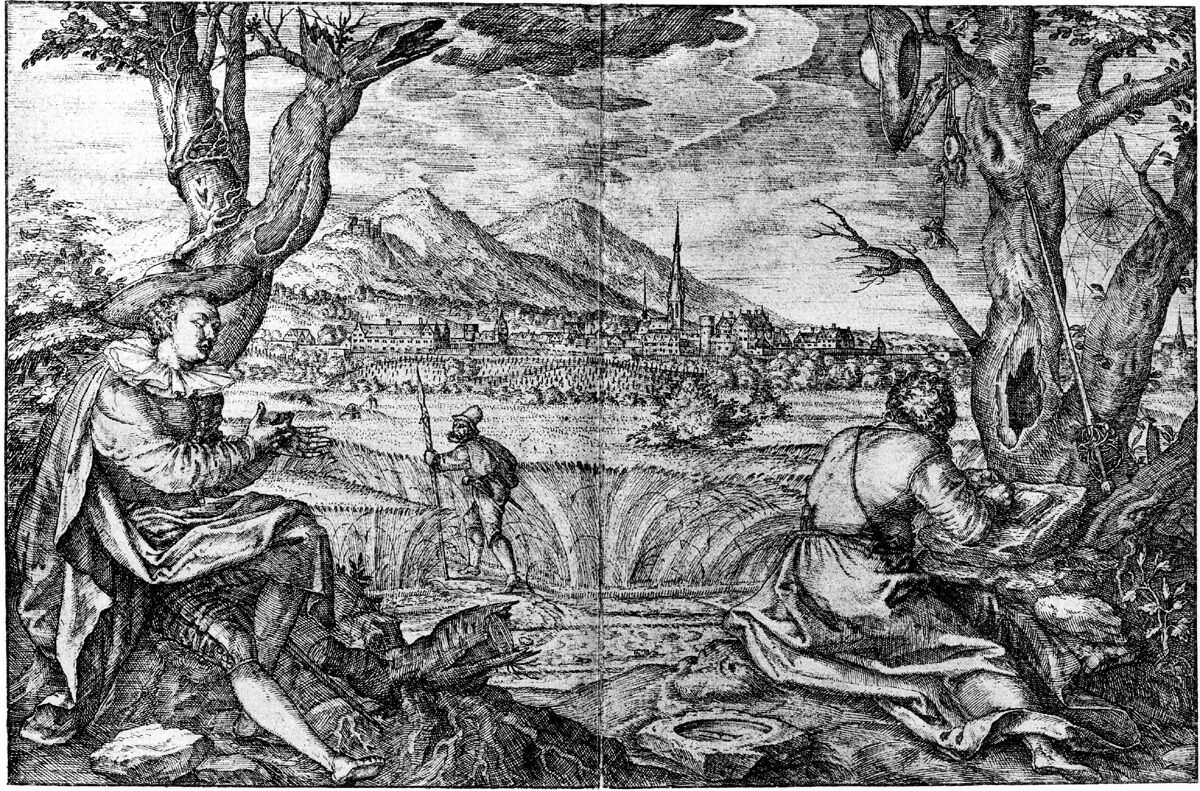
Darmstadt mit dem Renaissance-Residenzschloss, Zeichnung von Wilhelm Dilich, 1591
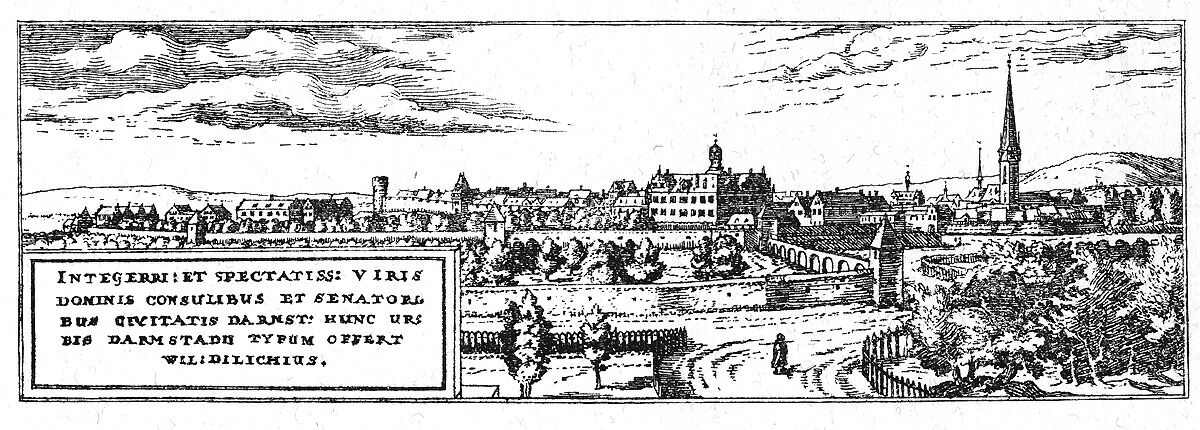
Darmstadt mit dem Renaissanceschloss, Wilhelm Dilich, 1605
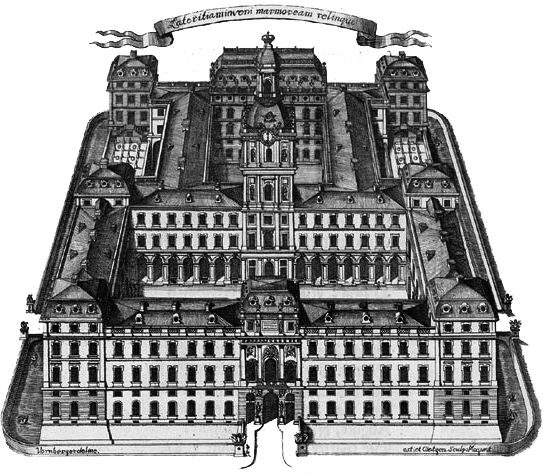
Entwurf des Residenzschlosses von 1715
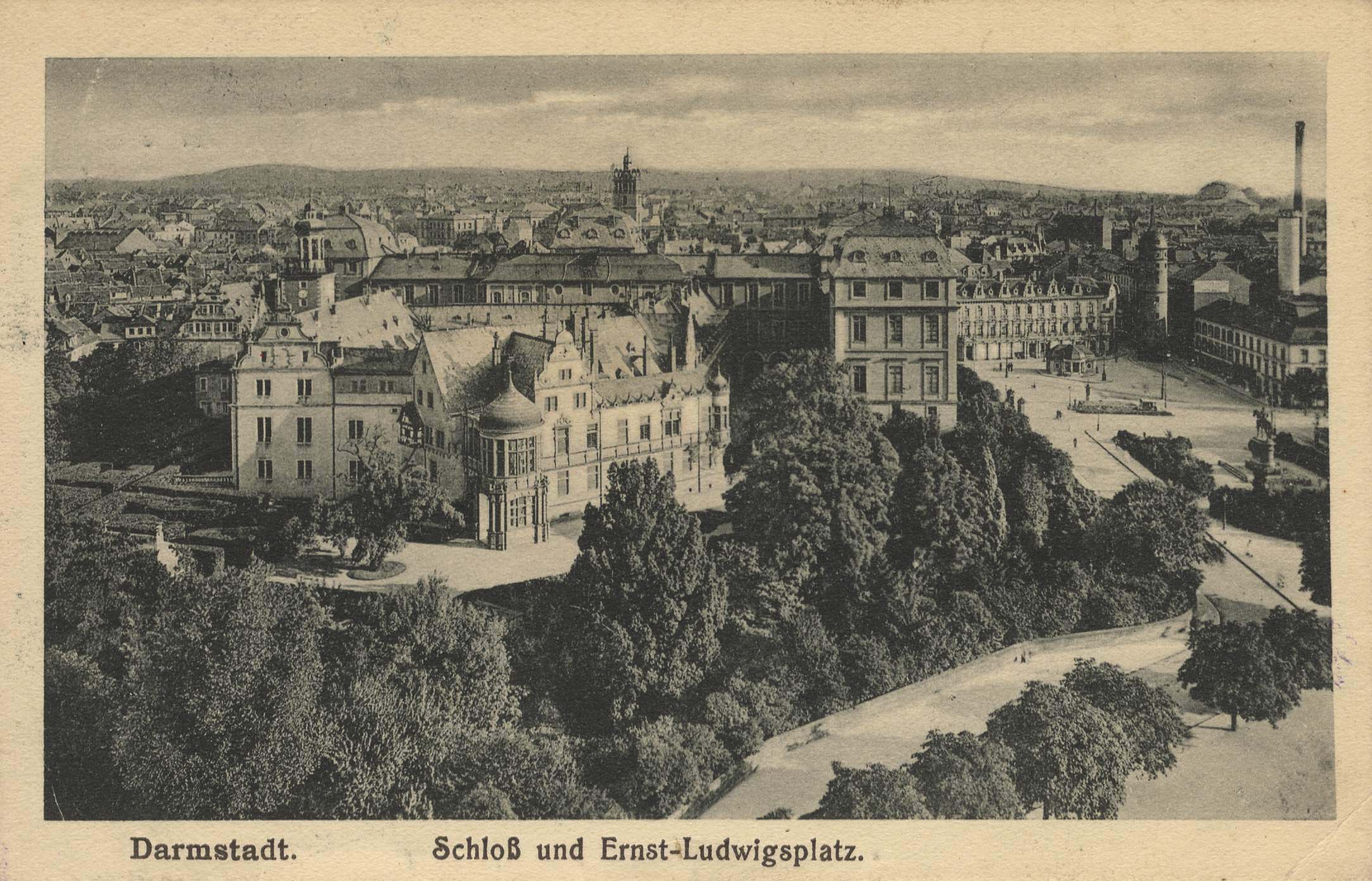
Ansicht des Renaissanceflügels um 1900
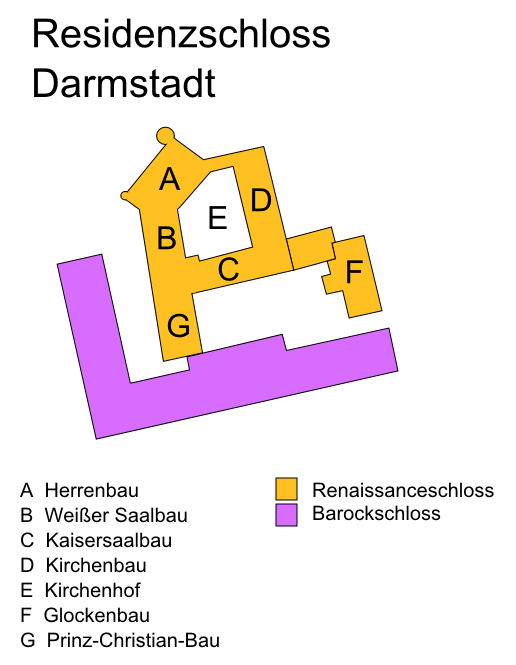
Plan der Renaissance- und Barockflügel

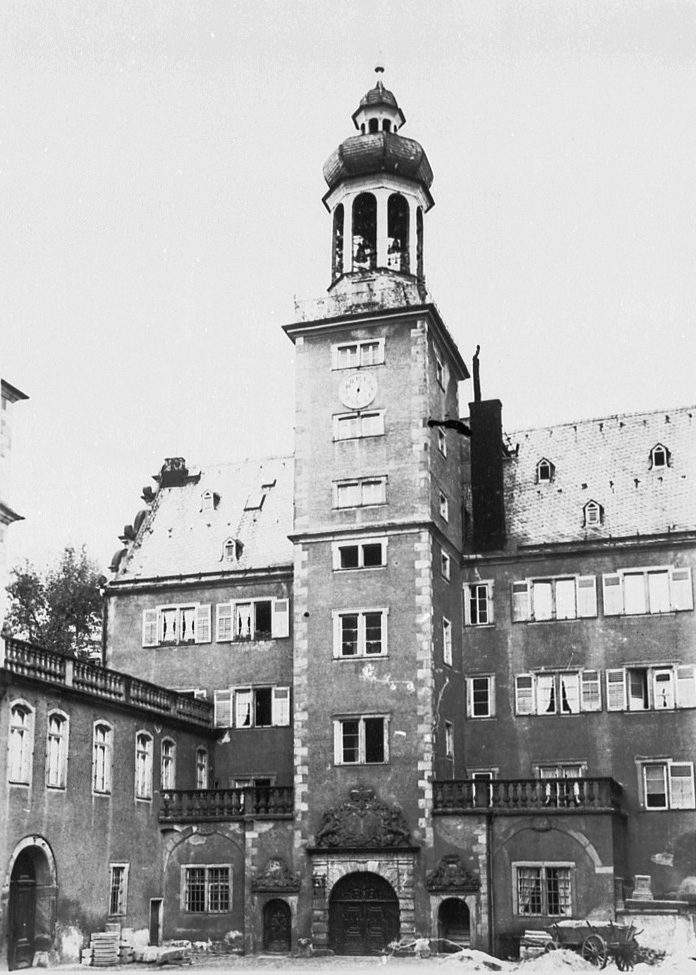
Der Glockenturm vor 1901
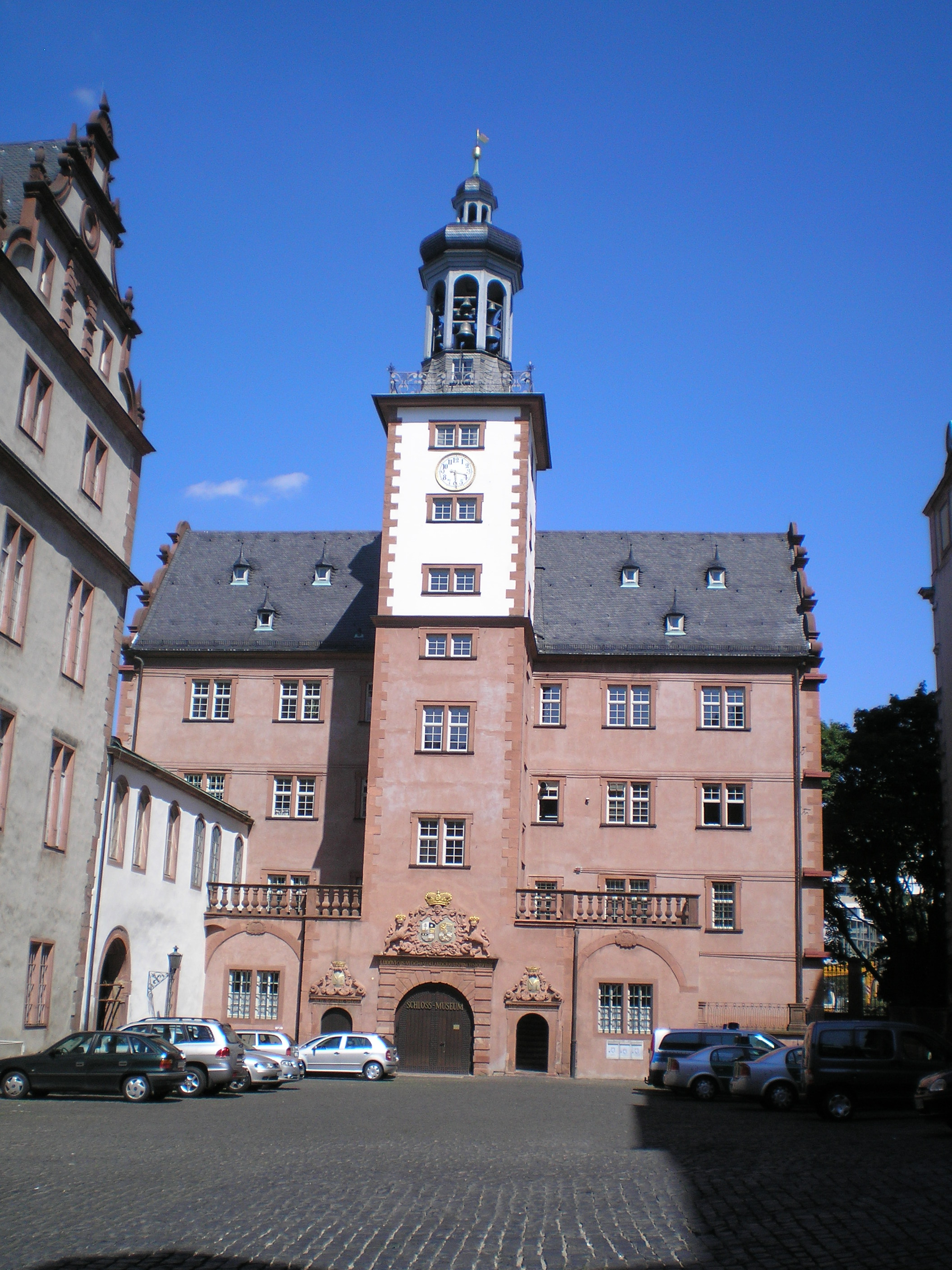
Der Glockenturm um 2000
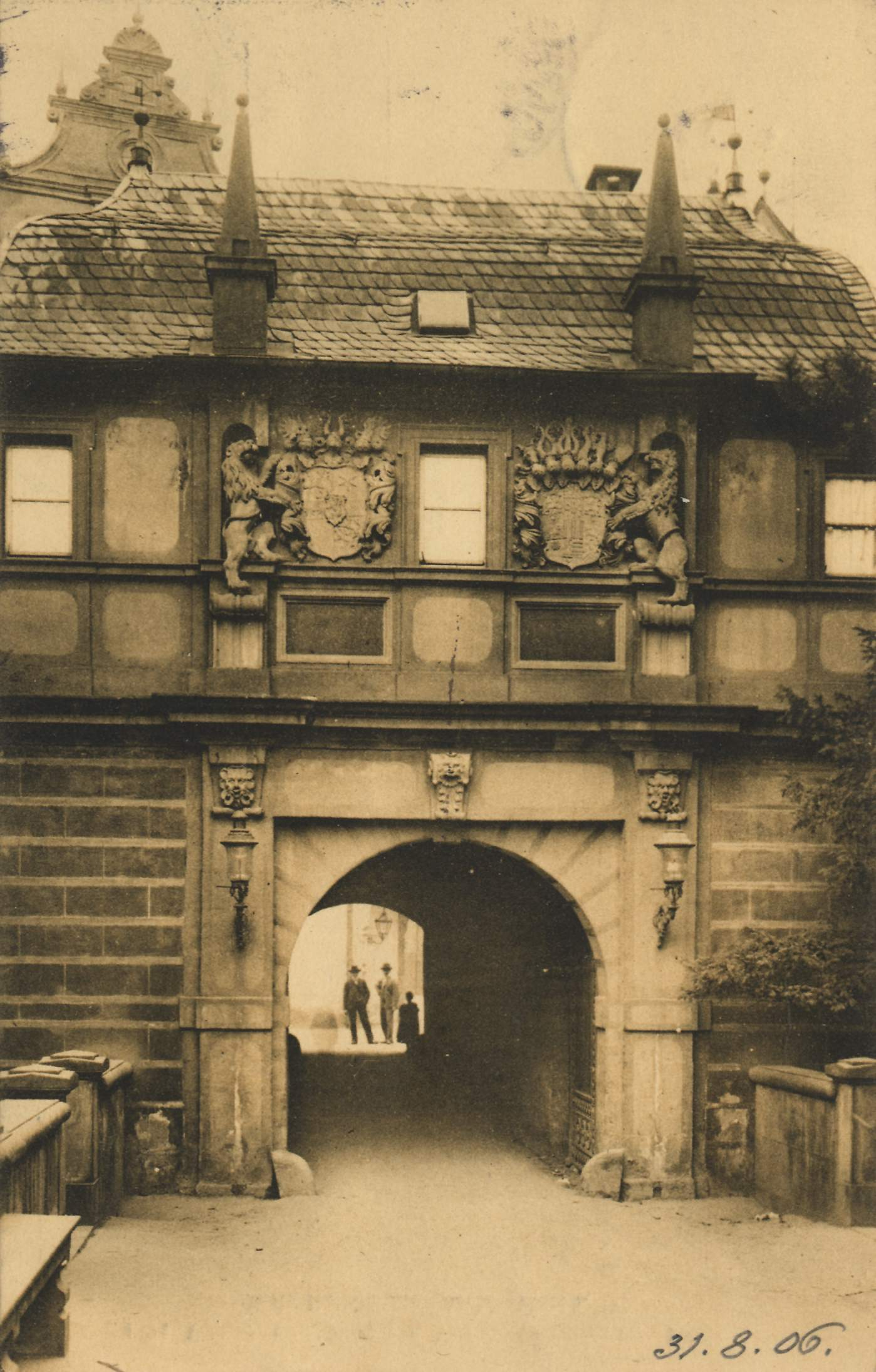
Das Nordportal um 1906
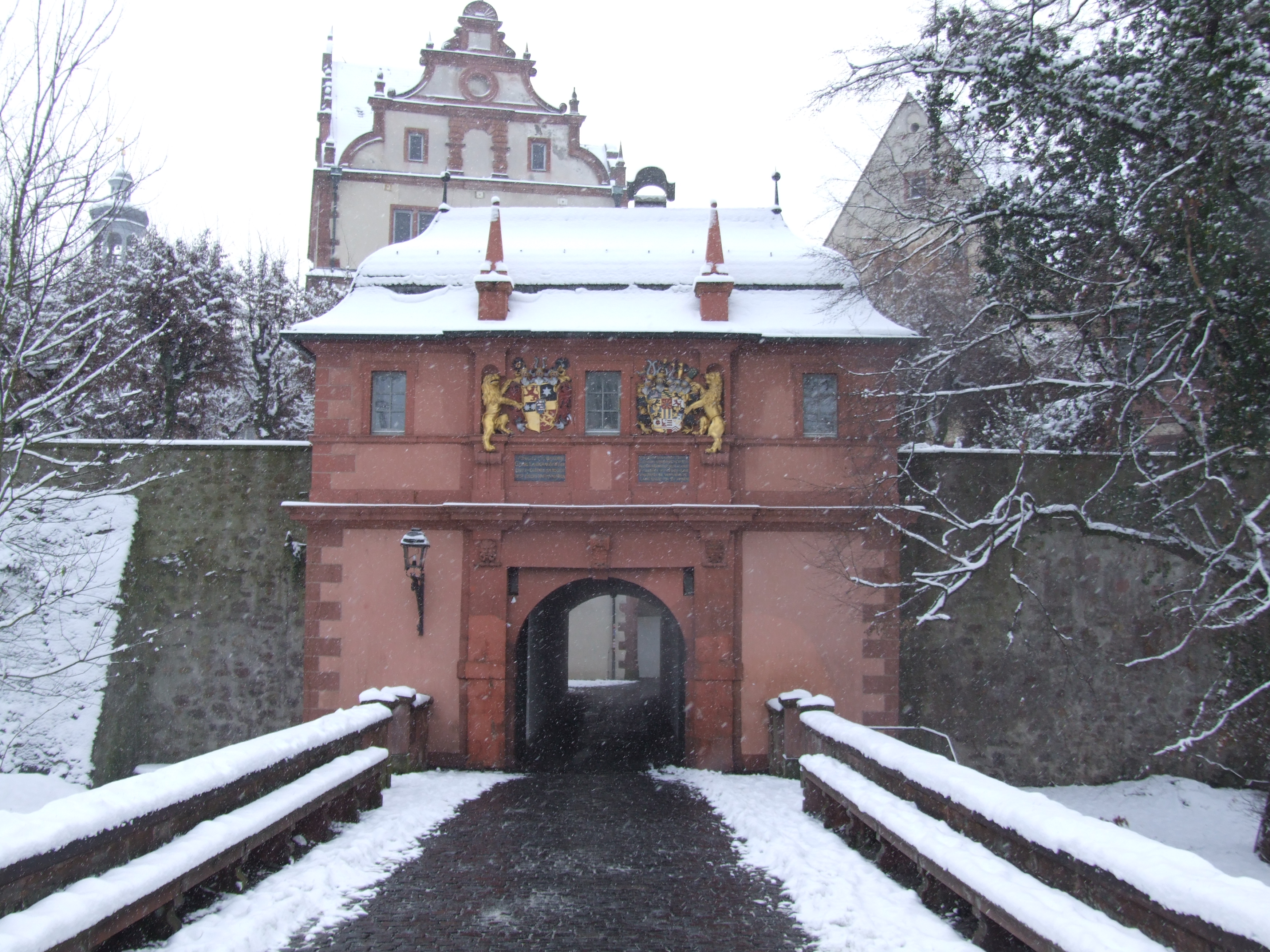
Nordeingang ins Darmstädter Residenzschloss 2005
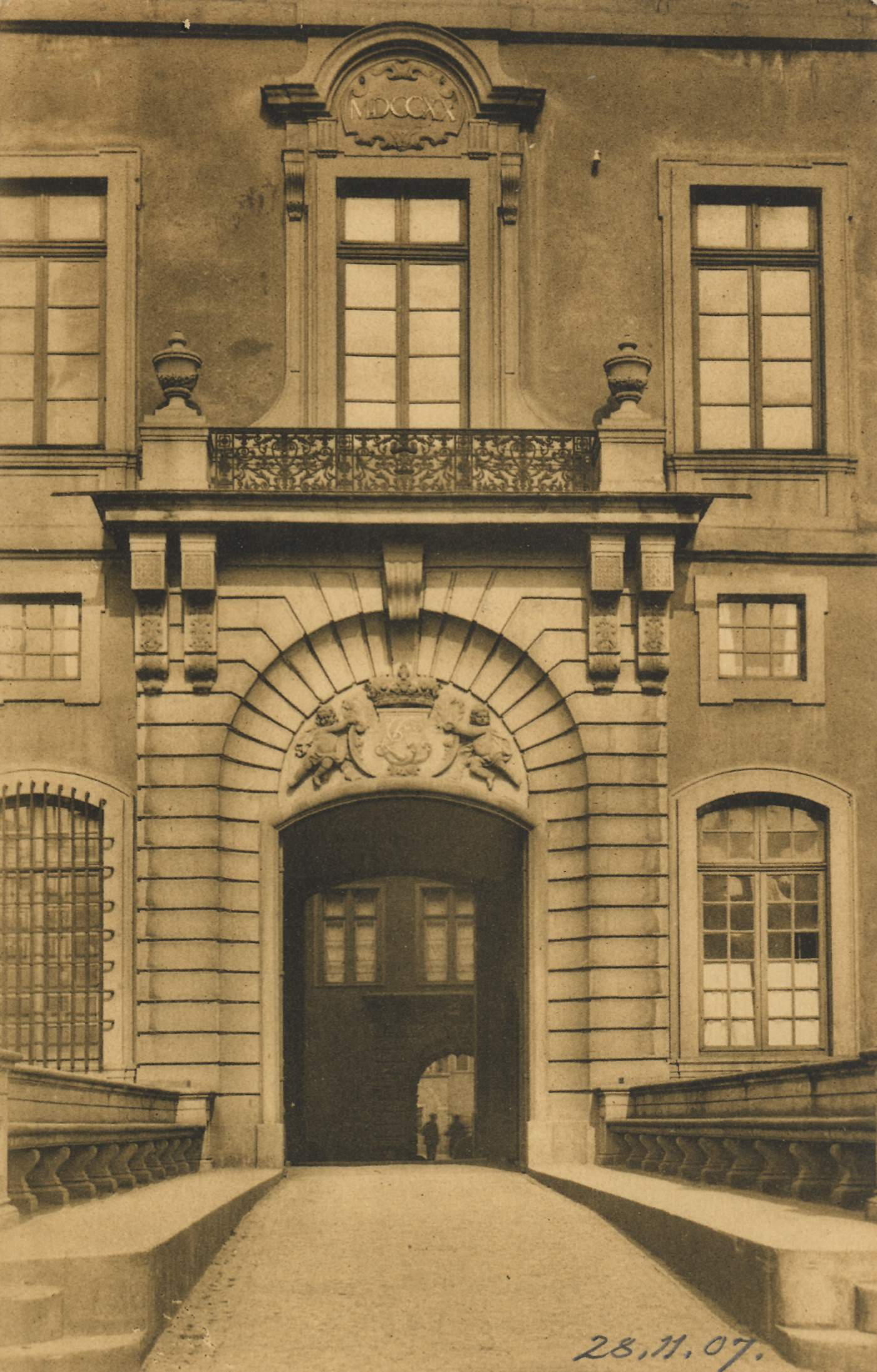
Das Westportal um 1910
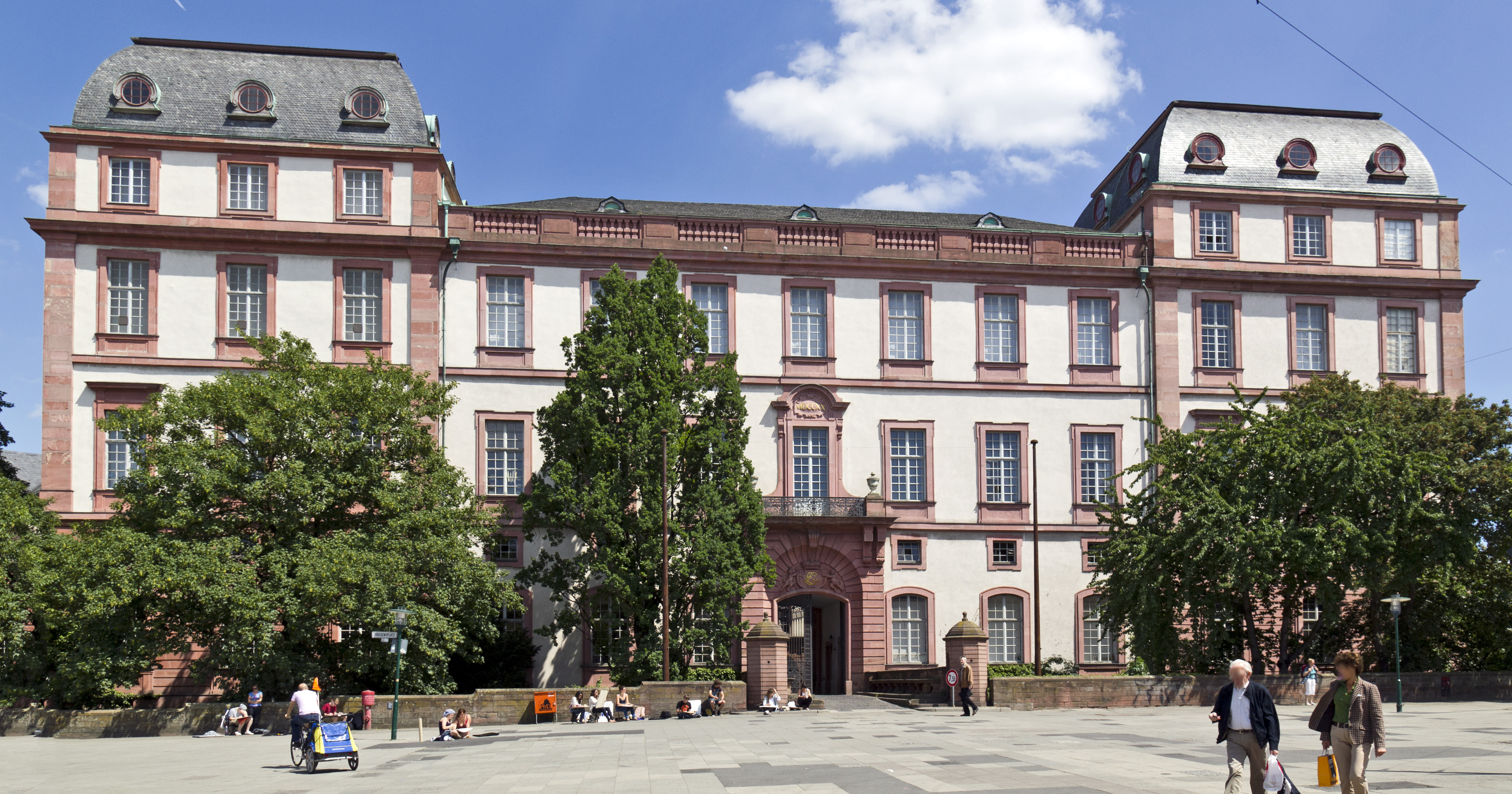
Ansicht des Barockflügels mit Westportal, 2011
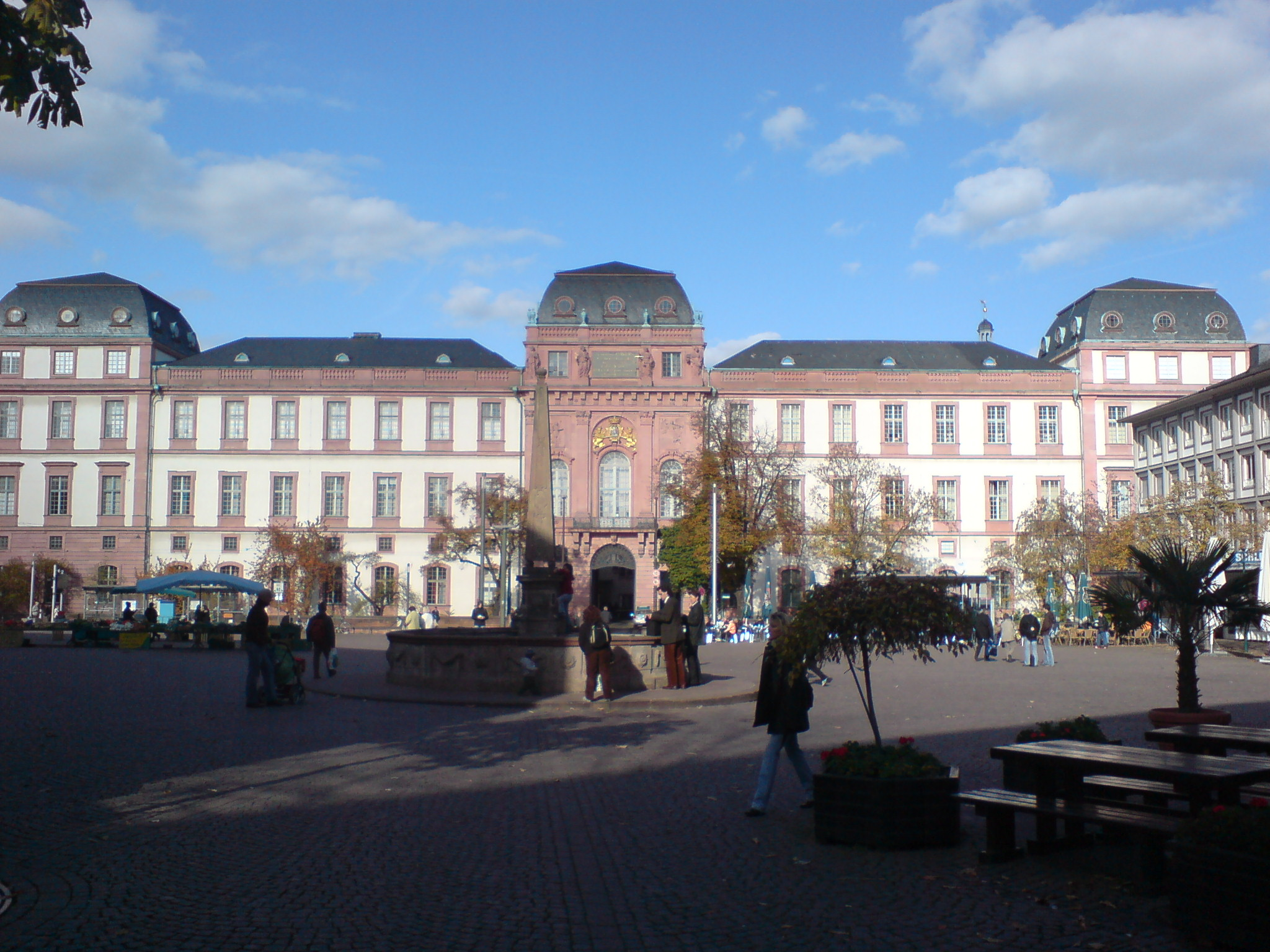
Blick auf das Residenzschloss Darmstadt, Ansicht von Süden
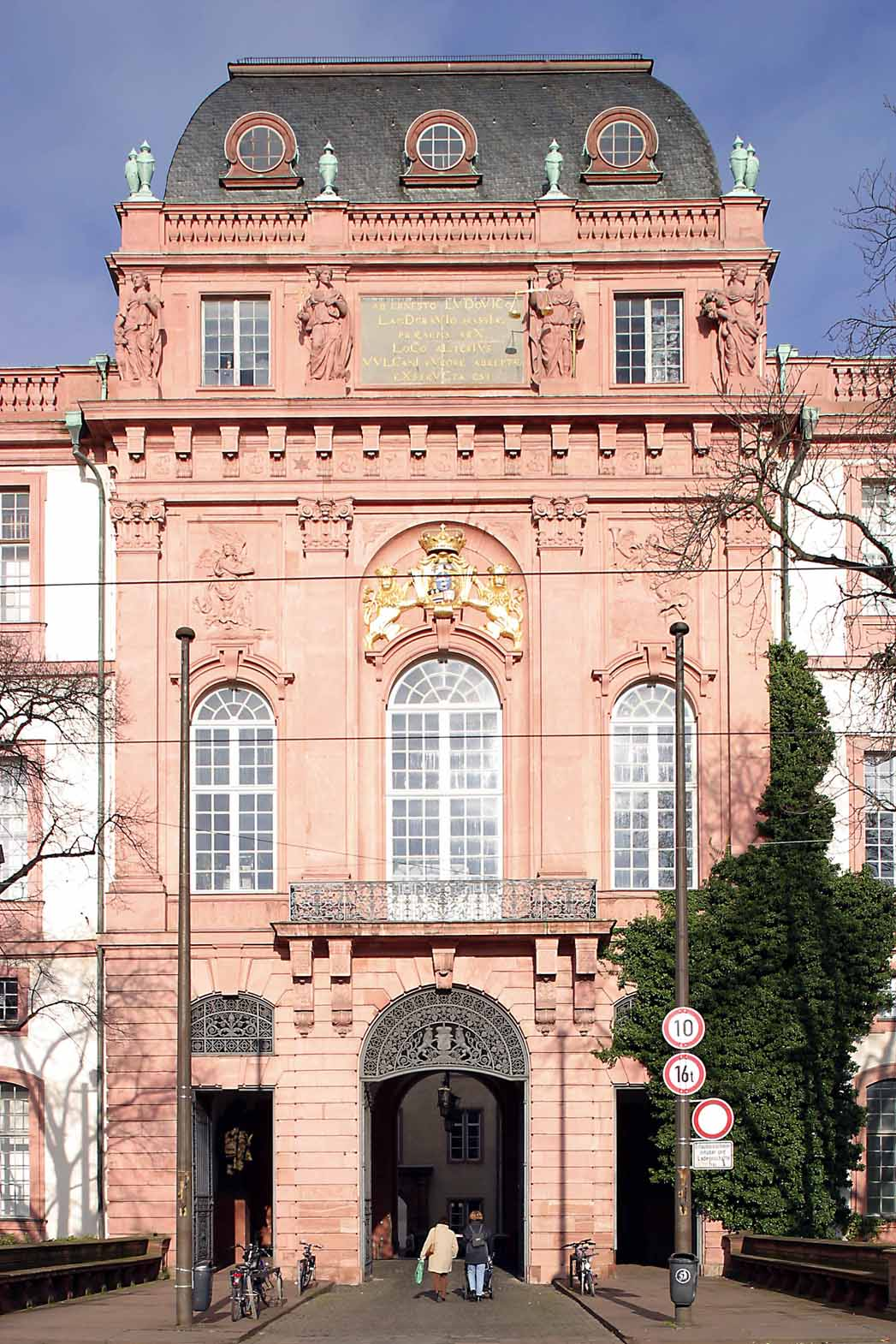
Das Südportal
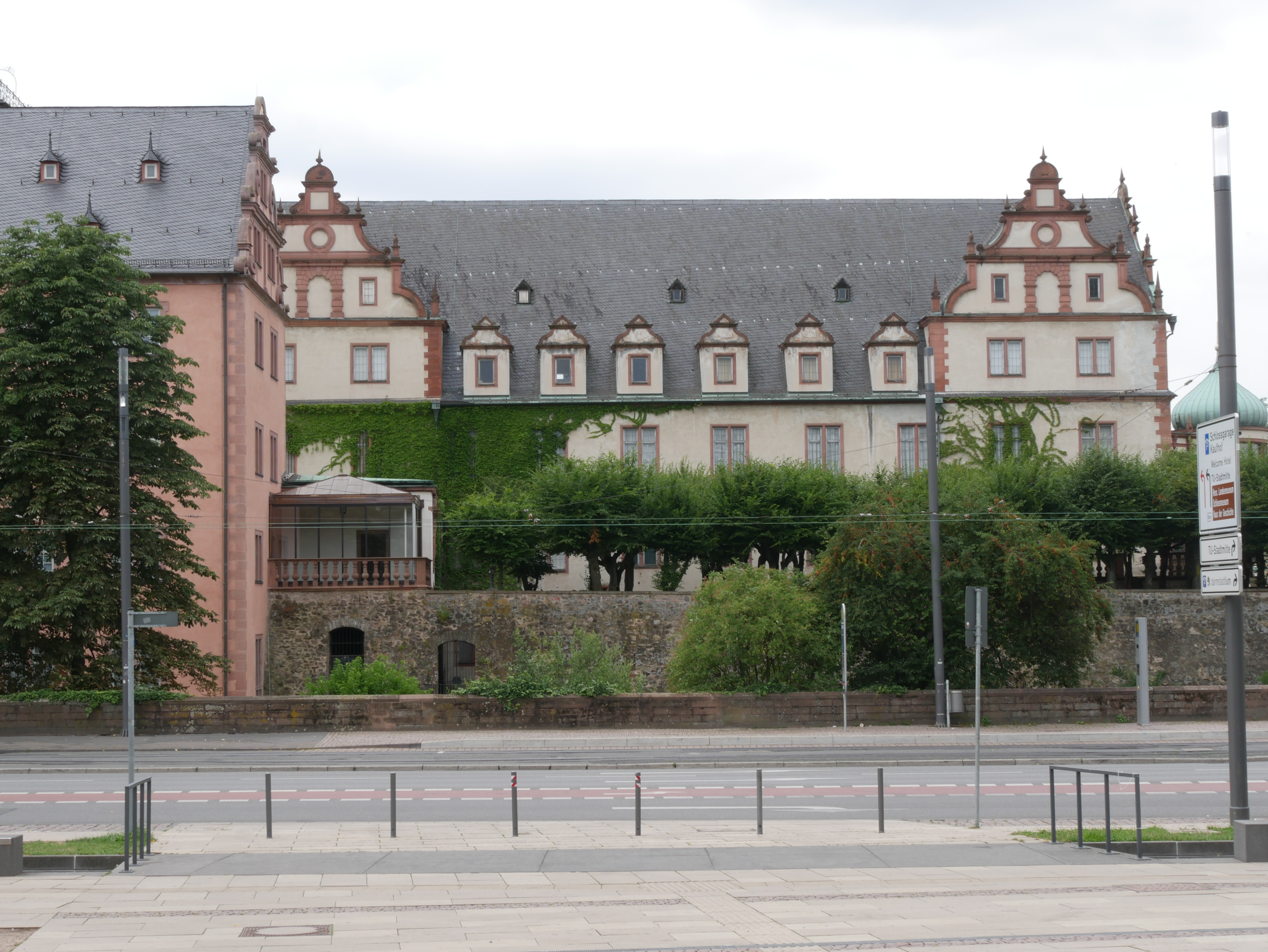
Darmstädter Residenzschloss, Ansicht von Osten